# Italo Svevo
Italo Svevo, pseudônimo de Aron Hector Schmitz, nome depois italianizado para Ettore Schmitz (Trieste, 19 de dezembro de 1861 — Motta di Livenza, 13 de setembro de 1928), foi um escritor e dramaturgo italiano.

## Biografia
Nascido em Trieste (então parte do Império Austríaco), quinto dos oito filhos de uma abastada família judaica, seu pai era Franz Schmitz (1829- 1892), comerciante de vidros. Sua mãe, Allegra Moravia (1832-95), era etnicamente italiana.
De cultura centro-europeia, tomou o seu pseudónimo das duas culturas, italiana e germânica, que durante muito tempo caracterizaram Trieste, a sua cidade natal e que formaram a sua formação.
Bancário, atividade a que foi forçado por razões econômicas, começou a tentar escrever artigos e contos. Em 1892 escreveu seu primeiro romance, Una vita , seguido por Senilidade (1898) e sua obra mais famosa, a consciência de Zeno, em 1923, que chamou a atenção da crítica. Formado em escritores realistas franceses, na filosofia de Schopenhauer e nos escritos de Sigmund Freud, Svevo introduziu na literatura italiana uma visão analítica da realidade, sujeita a uma interiorização contínua, sempre atento aos movimentos da consciência. A investigação do inconsciente, muitas vezes emprestada da ironia e do grotesco, torna-se protagonista de suas obras que apresentam sempre um herói negativo, acometido por uma "doença" que nada mais é do que a condição de crise existencial de uma sociedade desprovida de valores.
Seu terceiro romance, A consciência de Zeno, é também sua obra mais conhecida e compõe uma trilogia com Uma Vida e Senilidade. O quarto romance, Il vecchione o Le confessioni del vegliardo ( "O velhinho" ou "As confissões do ancião"), uma "continuação" de A consciência de Zeno, ficará inacabado em razão da morte do escritor, em 13 de setembro de 1928, após um acidente de trânsito, quando voltava com a família de uma estação de águas, em Bormio.

## Obras

### Romances e contos
- Il primo amore (marzo 1880, perdido)
- Le Roi est mort, vive le Roi! (luglio 1880, perdido)
- I due poeti (1880, perdido)
- Difetto moderno (fevereiro de 1881, perdido)
- I tre caratteri, em seguida La gente superiore (março de 1881, perdido)
- Una lotta, como E. Samigli, in "L'Indipendente", 6,7, e 8 de Janeiro de 1888.
- Una vita, Trieste, Libreria Editrice Ettore Vram, 1893 (ma 1892); Milano, Morreale, 1930; Milano, Dall'Oglio, 1938; Milano, A. Mondadori, 1956.
- Senilidade [4] - no original Senilità, Trieste, Libreria Editrice Ettore Vram, 1898; Milano, Morreale, 1927; Milano, Dall'Oglio, 1938; 1949.
- A consciência de Zeno - no original La coscienza di Zeno, Bologna, Cappelli, 1923; Milano, Morreale, 1930; Milano, Dall'Oglio, 1938; 1947; 1957.
- La novella del buon vecchio e della bella fanciulla ed altri scritti, Milano, Morreale, 1929; Milano, Dall'Oglio, 1938; 1951.
- La novella del buon vecchio e della bella fanciulla (1926)
- La madre (1926)
- Una burla riuscita (1926)
- Vino generoso (1926)
- Il vecchione (1928, incompleto)
- Corto viaggio sentimentale e altri racconti inediti, Milano, A. Mondadori, 1949.
- Curta viagem sentimental - no original Corto viaggio sentimentale (incompleto)
- L'assassinio di via Belpoggio, già ne "L'Indipendente", 4 luglio-13 ottobre 1890
- Proditoriamente
- La morte
- Orazio Cima
- Il malocchio
- La buonissima madre
- L'avvenire dei ricordi (1877)
- Incontro di vecchi amici
- Argo e il suo padrone
- Marianno
- Cimutti
- In Serenella
- La tribù
- Giacomo
- Le confessioni del vegliardo
- Umbertino
- Il mio ozio
- Un contratto
- Lo specifico del dottor Menghi

### Ensaios
- Storia dello sviluppo della civiltà a Trieste nel secolo presente, in "La Nazione" (Trieste), 2 agosto 1921.
- Profilo autobiografico (1929), in Livia Veneziani Svevo, Vita di mio marito, Trieste, Edizioni dello Zibaldone, 1950.
- Saggi e pagine sparse, Milano, A. Mondadori, 1954.
- Fábulas - no original Favole

L'asino e il pappagallo
I due colombi
Colpa altrui
Non c'è gusto
Indispensabile
Un suicidio
Arte
Il vecchio ammalato
Madre natura
La lucertola e il vertebrato
L'uomo e i pesci
L'uccellino e lo sparviero
La lepre e l'automobile
La differenza
Denaro e cervello
Il dono
Follia umana
La libertà
La formica morente
Rapporti difficili
Piccoli segreti
Articoli
Saggi diversi
Scritti su Joyce
Lo specifico del dottor Menghi (racconto)
- Diario per la fidanzata (1896), Trieste, Edizioni dello Zibaldone, 1962.
- La storia dei miei lavori (1881), in Bruno Maier, Lettere a Svevo; Diario di Elio Schmitz, Milano, Dall'Oglio, 1973.

### Teatro
- Commedie, Milano, A. Mondadori, 1960.

Le ire di Giuliano (1885-92)
Le teorie del conte Alberto (1885-92)
Una commedia inedita (1885-92)
Prima del ballo(1891)
La verità (1927)
Terzetto spezzato (1927)
Atto unico
Un marito (1931)
Inferiorità (1932)
Il ladro in casa (1932)
L'avventura di Maria (1937)
Con la penna d'oro (incompiuta)
La rigenerazione
- Ariosto governatore, in Bruno Maier, Lettere a Svevo; Diario di Elio Schmitz, Milano, Dall'Oglio, 1973 (frammento in versi del 1880)